# Грюнов (Пренцлау)
Грюнов (нем. Grünow) — община в Германии, в земле Бранденбург.
Входит в состав района Уккермарк. Подчиняется управлению Грамцов. Население составляет 923 человека (на 31 декабря 2010 года). Занимает площадь 34,88 км².
| Год  | Население |
| ---- | --------- |
| 2005 | 1021      |
| 2010 | 957       |

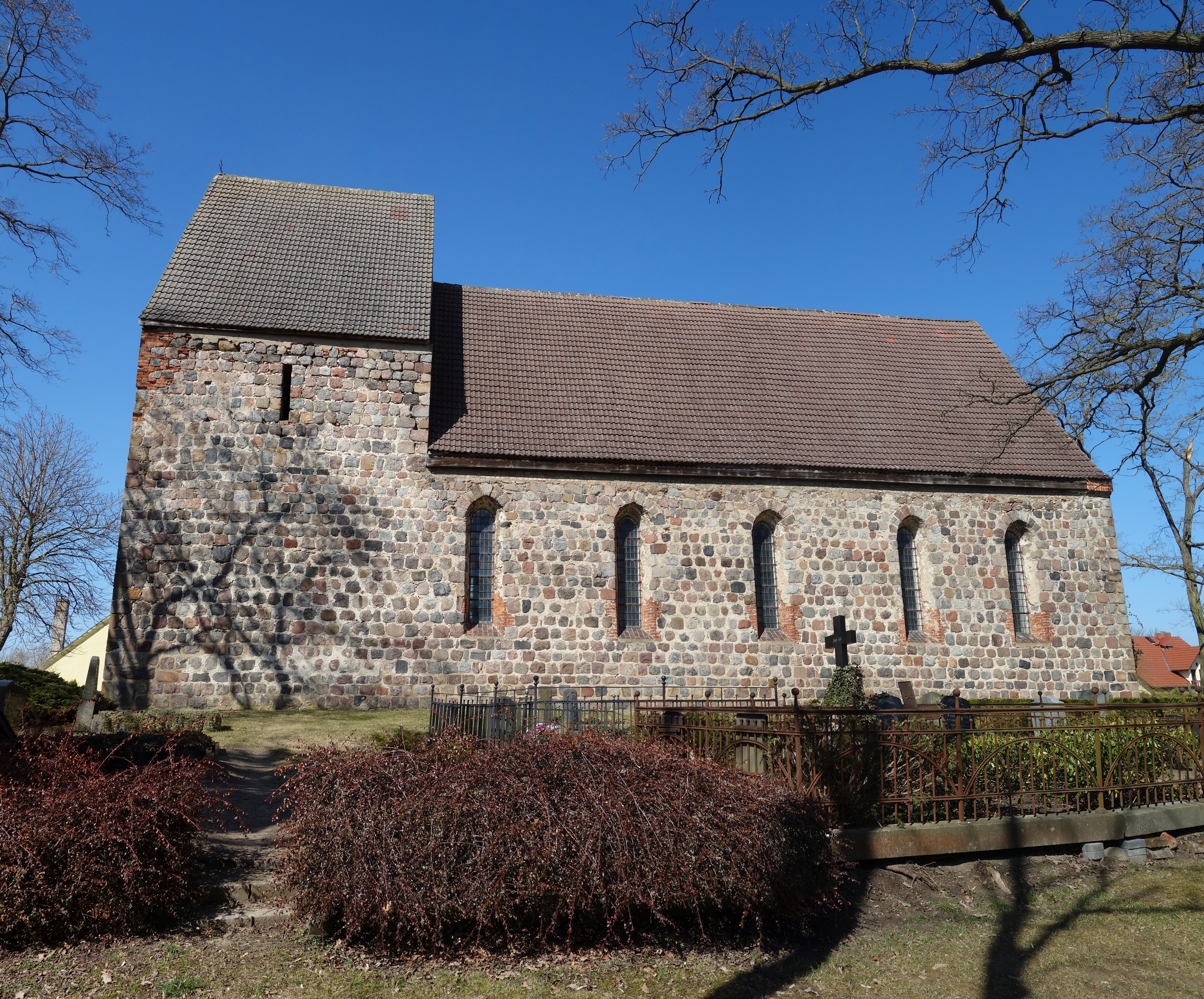
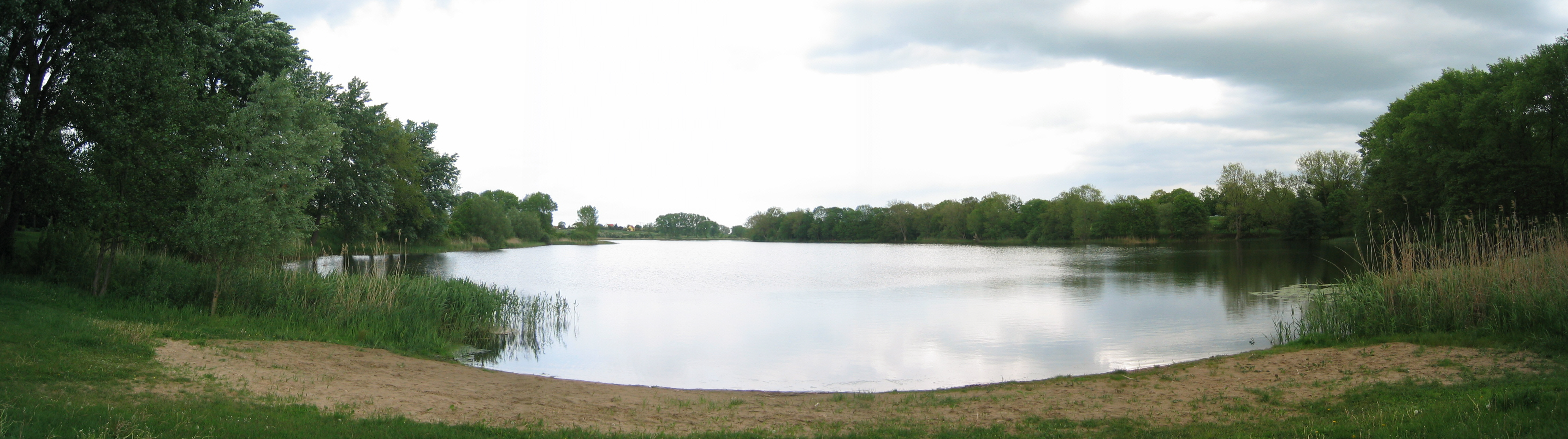
Местное озеро